# 1577년

## 연호
- 명(明) 만력(萬曆) 5년
- 일본(日本) 덴쇼(天正) 5년
- 후 레 왕조(後黎朝) 자타이(嘉泰) 5년
- 막 왕조(莫朝) 숭캉(崇康) 10년

## 기년
- 류큐(琉球) 쇼에이왕(尚永王) 5년
- 명(明) 신종 만력제(神宗 萬曆帝) 5년
- 조선(朝鮮) 선조(宣祖) 10년
- 후 레 왕조(後黎朝) 세종(世宗) 5년
- 막 왕조(莫朝) 막머우헙(莫茂洽) 13년

## 사건
- 이이 격몽요결 펴냄

## 탄생
- 2월 6일 - 이탈리아의 귀족 여성 베아트리체 첸치. (~1599년)
- 4월 12일 - 덴마크, 노르웨이의 국왕 크리스티안 4세. (~1648년)
- 6월 28일 - 독일 태생으로 17세기 바로크를 대표하는 벨기에의 화가 페테르 파울 루벤스. (~1640년)
- 10월 17일 - 이탈리아의 화가 크리스토파노 알로리. (~1621년)

### 미상
- 조선 중기의 왕족 의안군. (~1588년)

## 사망
- 6월 13일 - 조선 선조의 후궁 공빈 김씨. (1553년~)
- 11월 19일 - 일본 센고쿠 시대 무장 마쓰나가 히사히데. (?~)